# Хиджазка железница
Хиджазката железница (на арабски: خط حديد الحجاز) е теснолинейна железопътна линия в Близкия Изток, построена при управлението на султан Абдул Хамид II в началото на XX век.
Започва от областта Хиджаз, Саудитска Арабия (на Арабския полуостров) и достига до Леванта.
По време на Първата световна война турците я използват за транспортиране на войски и въоръжение. Линията е обект на атаки и диверсии по време на Арабското въстание от страна на арабски отряди под командването на Лорънс Арабски.
След войната и разпадането на Османската империя линията се оказва на територията на няколко нови независими държави, които не съумяват да я поддържат. В днешно време функционират отделни нейни участъци: от Дамаск до Аман и от фосфатните рудници при Маан до залива Акаба.